# 후쿠다 기요코

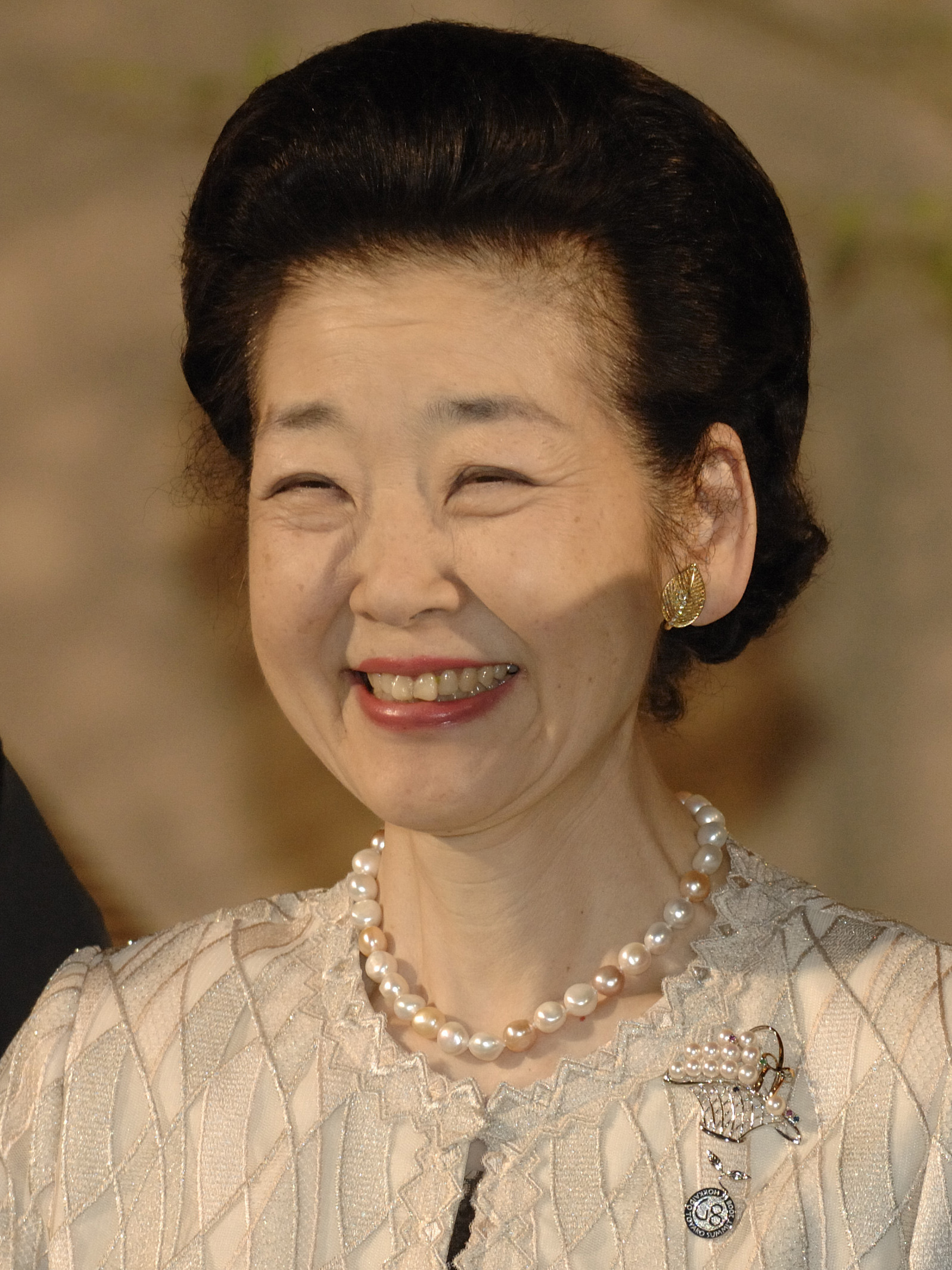

후쿠다 기요코(福田 貴代子, 1944년~)는 후쿠다 야스오 전 일본의 내각총리대신의 부인이다.
게이오기주쿠 대학에서 심리학을 전공했다.
후쿠다의 사촌 오타 세이이치는 남편 내각에서 일본의 농림수산대신을 역임했다.